# Nephrotoma scurra
Nephrotoma scurra är en tvåvingeart som först beskrevs av Johann Wilhelm Meigen 1818.  Nephrotoma scurra ingår i släktet Nephrotoma och familjen storharkrankar. Arten är reproducerande i Sverige. Inga underarter finns listade i Catalogue of Life.

## Bildgalleri

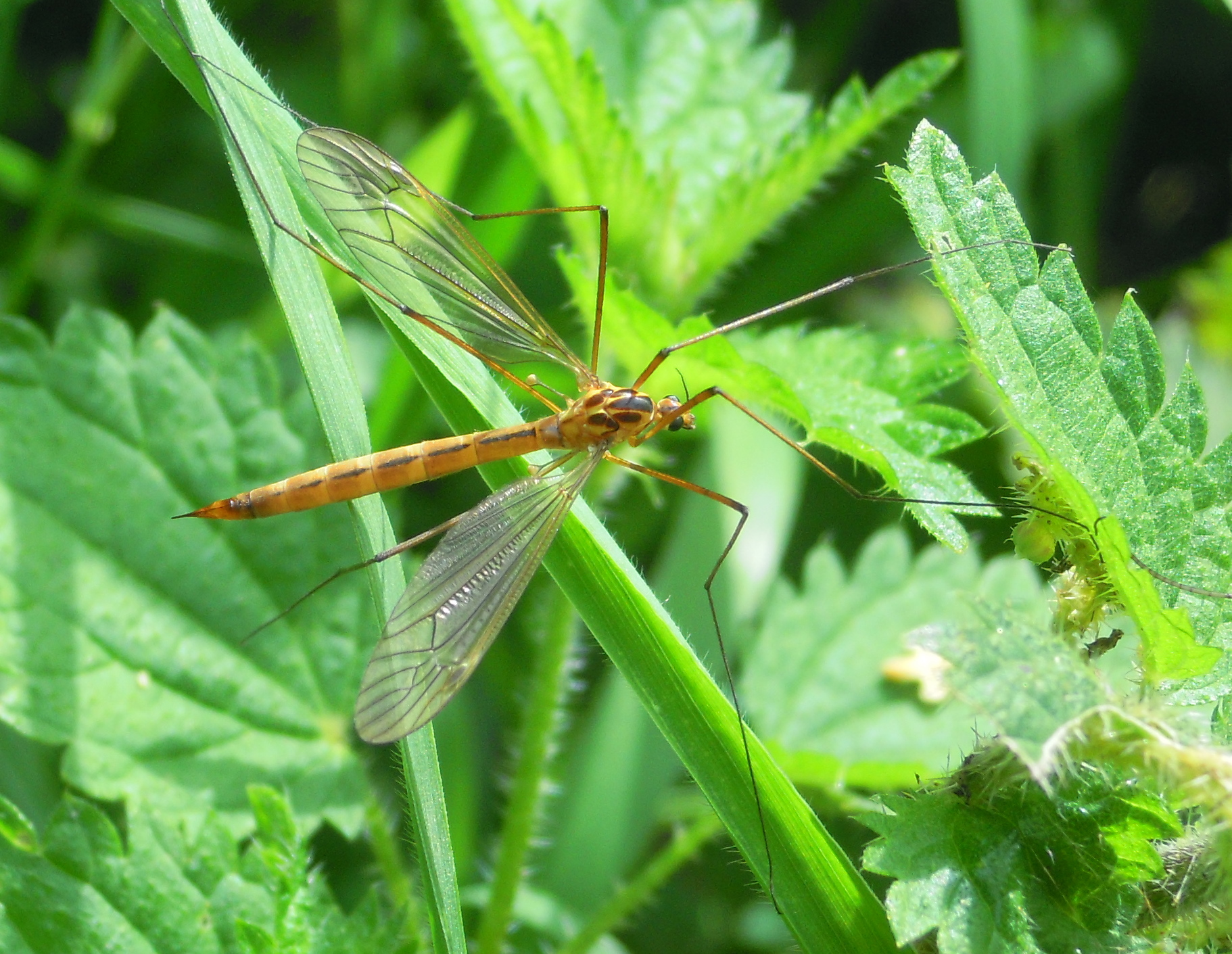
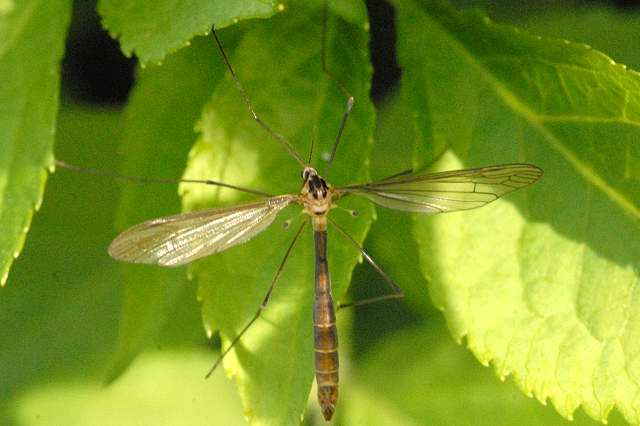